# Hội chứng giãn phế quản
Hội chứng giãn phế quản là sự giãn không hồi phục các phế quản nhỏ và trung bình kèm theo sự loạn dạng các lớp phế quản và đa tiết phế quản, có thể do bẩm sinh hay mắc phải, thường bị bội nhiễm định kỳ.

## Phân loại
Có thể phân loại giãn phế quản theo nguyên nhân: giãn phế quản do tắc phế quản (dị vật, u nội phế quản, sẹo cũ của các chấn thương, viêm nhiễm...). Giãn phế quản do viêm, hoại tử thành phế quản (lao, viêm phổi, áp xe phổi, xơ hoá kén).